# Trell Kimmons
David Pretrell Kimmons, detto Trell (Coldwater, 13 luglio 1985), è un velocista statunitense.

## Palmarès
| Anno | Manifestazione    | Sede     | Evento      | Risultato  | Prestazione | Note                                  |
| ---- | ----------------- | -------- | ----------- | ---------- | ----------- | ------------------------------------- |
| 2004 | Mondiali juniores | Grosseto | 4×100 m     | Oro        | 38"66       | Miglior prestazione mondiale under 20 |
| 2010 | Mondiali indoor   | Doha     | 60 m piani  | 4º         | 6"59        |                                       |
| 2011 | Mondiali          | Taegu    | 100 m piani | Semifinale | 10"21       |                                       |
| 2011 | Mondiali          | Taegu    | 4×100 m     | Finale     | dnf         |                                       |
| 2012 | Mondiali indoor   | Istanbul | 60 m piani  | 4º         | 6"60        |                                       |
| 2012 | Giochi olimpici   | Londra   | 4×100 m     | dq         | 37"04       | [ 1 ]                                 |
| 2014 | Mondiali indoor   | Sopot    | 60 m piani  | Semifinale | 6"62        |                                       |
| 2014 | World Relays      | Nassau   | 4×100 m     | Batteria   | dq          |                                       |
| 2015 | Campionati NACAC  | San José | 4×100 m     | Argento    | 38"45       |                                       |

## Campionati nazionali
- 1 volta campione nazionale indoor dei 60 m piani (2012)